# 赤那部
赤那部，為一尼倫蒙古部落，蒙古语「狼」音寫作“丑奴”，亦称赤那思。是一个很古老的部落，能在俄罗斯卡尔梅克、布里亚特、蒙古国的达尔汗找到。
根据拉施德丁说法，最早的蒙古人由两男两女繁衍出來，孛儿帖赤那就是其中一人，这部落应该来自他。一说源于察剌孩領忽之子速兒忽都忽赤那後裔，他们很早加入成吉思汗的乞颜部。